# 森美夏
森 美夏（もり よしなつ）は、漫画家・イラストレータ。「まおまりを」の名前で同人誌を描いていた時期もある。

## 漫画作品

### 長編
- 北神伝綺（角川書店、原作・大塚英志）
- 木島日記（角川書店、原作・大塚英志）
- 八雲百怪（角川書店、原作・大塚英志）

### 短編
- 夢オチ　（角川書店　『ケイゾク／短編集』収録）
- 蟲の子　（角川書店　『comic新現実』vol.2収録）
- ホサナ ホサナ　（飛鳥新社　『「少年之國」』第三号収録）
- ルーシー イン ア キャッスル ウィズ ゴースト ウィメン　（光文社　『ＳＩＧＮＡＬ』ＶＯＬ．１収録）

## 表紙イラスト

### シリーズ作品
小説版「木島日記」シリーズ 
- 木島日記（大塚英志 角川書店／角川文庫）※単行本のみ挿絵も担当
- 木島日記 乞丐相（大塚英志 角川書店／角川文庫）※単行本のみ挿絵も担当
- 木島日記 もどき開口（大塚英志 角川書店）
- 木島日記 うつろ舟（大塚英志 星海社）
- 木島日記 もどき開口 上・下巻（大塚英志 星海社）※挿絵も担当

 「D機関」シリーズ（柳広司 角川グループパブリッシング）
- ジョーカー・ゲーム
- ダブル・ジョーカー
- パラダイス・ロスト
- ラスト・ワルツ

 「軍配者」シリーズ（富樫倫太郎 中央公論新社／中公文庫） 
- 早雲の軍配者
- 信玄の軍配者
- 謙信の軍配者

 「土方歳三」三部作（富樫倫太郎 中公文庫）
- 土方歳三 蝦夷血風録 箱館売ります
- 土方歳三 蝦夷血風録 松前の花
- 土方歳三 蝦夷討伐奇譚 神威の矢

 「北条早雲」シリーズ（富樫倫太郎 中央公論新社）
- 北条早雲 青雲飛翔篇
- 北条早雲 悪人覚醒篇
- 北条早雲 相模侵攻篇
- 北条早雲 明鏡止水篇
- 北条早雲 疾風怒濤篇

「銭の戦争」シリーズ （波多野聖 ハルキ文庫）
- 第一巻 魔王誕生
- 第二巻 北浜の悪党たち
- 第三巻 天国と地獄
- 第四巻 闇の帝王
- 第五巻 世界大戦勃発
- 第六巻 恋と革命と大相場
- 第七巻 紐育の怪物たち
- 第八巻　欧州の金鉱
- 第九巻　世界壊滅計画
- 第十巻 魔王復活

「アンリ・バンコラン」シリーズ（ジョン・ディクスン・カー 創元推理文庫）
- 蝋人形館の殺人
- 夜歩く
- 髑髏城
- 絞首台の謎
- 四つの凶器

「ゴミソの鐵次 調伏覚書」シリーズ（平谷美樹 光文社時代小説文庫）
- 萩供養
- お化け大黒
- 丑寅の鬼

「石燕夜行」シリーズ（神護かずみ 角川文庫）
- 1 骨きりの巻
- 2 輪入道の巻
- 3 虚針の巻

「北町奉行所朽木組」シリーズ（野口卓 新潮文庫）
- 闇の黒猫
- 隠れ蓑

「戦国の龍虎」シリーズ（津野田幸作 新潮文庫）
- 一: 上田城逆襲戦
- ニ: 真田砦の激戦
- 三: 躑躅ヶ崎館の決戦

「貴族探偵」シリーズ（麻耶雄嵩 集英社文庫）
- 貴族探偵
- 貴族探偵対女探偵

### 単行本／文庫
- 東京九龍城 （花田一三六 角川書店）※挿絵も担当
- 風吹く谷の守人（天野純希　集英社）
- 天皇の代理人（赤城毅 角川春樹事務所／ハルキ文庫）
- けさくしゃ（畠中恵 新潮社）
- 竜の雨降る探偵社（三木笙子 PHP研究所）
- 天を裂く 水野勝成放浪記（大塚卓嗣 学研パブリッシング）
- うつろ屋軍師（簑輪諒 学研パブリッシング）
- 殿さま狸（簑輪諒 学研パブリッシング）
- くせものの譜（簑輪諒 学研プラス）
- 凜と咲きて (矢野隆  新潮社)
- 黄昏三国志　孔明以後の英雄たち（守屋洋 中経出版）

- トーキョー・プリズン（柳広司 角川文庫）
- 新世界（柳広司 角川文庫）
- 闇の獄（富樫倫太郎 中公文庫）
- 闇夜の鴉（富樫倫太郎 中公文庫）
- 沙門空海唐の国にて鬼と宴す （夢枕獏 角川文庫）
- 秘帖・源氏物語　翁‐ＯＫＩＮＡ（夢枕獏 角川書店／角川文庫）
- ふたり道三（宮本昌孝 徳間文庫）
- 桃山ビート・トライブ（天野純希　集英社文庫）
- 青嵐の譜 （天野純希 集英社文庫）
- 太閤暗殺（岡田秀文 双葉文庫）
- 本能寺六夜物語（岡田秀文 双葉文庫）
- 新徴組（佐藤賢一 新潮文庫）
- リュパン、最後の恋（モーリス・ルブラン 創元推理文庫）
- あいにくの雨で（麻耶雄嵩 集英社文庫）
- 邪剣始末（山口恵以子 文春文庫）
- 小町殺し（山口恵以子 文春文庫）
- 奔る吉原用心棒 小蝶丸騒動伝（中谷航太郎 宝島社文庫）
- 二万パーセントのアリバイ（越谷友華 宝島社文庫）
- 幽霊紳士/異常物語 柴田錬三郎ミステリ集（柴田錬三郎 創元推理文庫）
- 清正を破った男（矢野隆 講談社文庫）
- 神の棘（須賀しのぶ 新潮文庫）
- 真田忍者、参上!  隠密伝奇傑作集 (河出文庫)
- 柳生剣法帖 ふたり十兵衛 (谷津矢車  角川文庫)
- 江戸ねこ捜査網 (六堂葉月  招き猫文庫)
- 翳りの城 (三吉眞一郎  竹書房文庫)
- 怪盗紳士モンモランシー (エレナー・アップデール 創元推理文庫)
- 『ジョーカー･ゲーム』の謎 (中経の文庫)※公式副読本
- 怪盗紳士モンモランシー2 　ロンドン連続爆破事件　 (エレナー・アップデール 創元推理文庫)
- 南海の翼 長宗我部元親正伝 (天野純希　集英社文庫)
- 県警外事課 クルス機関 (柏木伸介　宝島社文庫)
- スリーアゲーツ (五條瑛　小学館文庫)
- パーフェクト・クオーツ 北の水晶 (五條瑛　小学館文庫)
- パーフェクト・クオーツ 碧き鮫 (五條瑛　小学館文庫)
- 某には策があり申す 島左近の野望 (谷津矢車　角川春樹事務所)
- 信長 暁の魔王 (天野純希　集英社文庫)
- 恋道行 (岡本さとる　角川文庫)
- 花嫁首 眠狂四郎ミステリ傑作選  (柴田錬三郎　創元推理文庫)
- 流れ舟は帰らず 　木枯し紋次郎ミステリ傑作選 (笹沢左保 創元推理文庫)
- 夜光亭の一夜　宝引の辰捕者帳ミステリ傑作選 (泡坂妻夫　創元推理文庫)
- 櫛の文字　銭形平次ミステリ傑作選 (野村胡堂　創元推理文庫)
- 剣風の結衣 (天野純希　集英社文庫)
- 血染めの旅籠　月影兵庫ミステリ傑作選 (南條範夫　創元推理文庫)
- 饗宴 ソクラテス最後の事件 (柳広司　角川文庫)
- 戯作屋伴内捕物ばなし (稲葉一広　ハヤカワ時代ミステリ文庫)
- 闘鬼 斎藤一 (吉川永青　集英社文庫)
- 半鐘の怪:半七捕物帳ミステリ傑作選 (岡本綺堂 創元推理文庫)
- 百万のマルコ (柳広司 集英社文庫)

## その他
- 季刊エス（飛鳥新社）……７号（2004年）にイラスト、４３号（2013年7月号）に使用画材アンケート掲載。
- TVアニメ「ジョーカー・ゲーム」……トランプとジョーカーのデザインを担当[1]。
- 「奥州棚倉藩評定」……2015年10月、福島県棚倉町で開催されたイベント。公式イラストを担当。